# Millardia gleadowi
Millardia gleadowi — вид гризунів з родини мишевих, поширений в Індії та Пакистані.

## Морфологічна характеристика
Довжина голови і тулуба від 77 до 97 мм, довжина хвоста від 67 до 93 мм, довжина лапи від 18 до 20 мм, довжина вух 18 до 21 мм. Волосяний покрив м'який. Верхні частини пісочного кольору, іноді з темно-коричневими відблисками. Черевні частини і ноги білі. Очі і вуха великі. Хвіст коротший за голову і тіло, зверху покритий дрібними світло-коричневими волосками, а знизу білими. Каріотип 2n = 40, FN = 47–48.

## Середовище проживання
Мешкає в колючих заростях в жарких пустелях і в напівпустельних районах. Їсть траву та інші рослинні речовини.

## Спосіб життя
Це нічний і рийний вид.